# Информационно-управляющая система
Информационно-управляющая система (ИУС) — цифровая система контроля или управления техническим устройством.
Универсальными вычислительными системами (ВС) решаются задачи, не связанные с необходимостью принятия решения в реальном времени (расчет, моделирование, офисные задачи). Все остальные задачи попадают в область ИУС. Хотя разделение задач достаточно условно, ИУС, решающие разные задачи, имеют чётко выраженную специфику.

## Особенности ИУС
- работа в реальном масштабе времени;
- специфические требования по надёжности и безопасности функционирования;
- эксплуатационные и инструментальные особенности;
- непрерывный режим функционирования;
- оператор часто отсутствует;
- нештатные ситуации должны корректно разрешаться самой ВС;
- специфические требования к проектированию и отладке.